# Florent Hoti
Florent Hoti (* 11. Dezember 2000 in Manchester) ist ein kosovarisch-englischer Fußballspieler. Der zentrale Mittelfeldspieler steht beim FC Arbroath in der Scottish Championship unter Vertrag.

## Karriere

### Verein
Florent Hoti wurde im englischen Manchester, als Sohn kosovo-albanischer Eltern geboren. Seine Fußballkarriere begann er im 16 km nordöstlich gelegenen Rochdale beim AFC Rochdale. Der seit seinem 10. Lebensjahr für den Verein spielende Hoti debütierte am 4. September 2018 für Rochdale bei einem 2:1-Heimsieg gegen Bury in der EFL Trophy, nachdem er in der 79. Minute für Daniel Adshead eingewechselt wurde. Nach einem weiteren Spiel in diesem Wettbewerb wurde Hoti am Ende der Saison 2018/19 sein erster Profivertrag angeboten. Ab Juli 2019 war er jedoch vereinslos. Im August 2020 absolvierte er ein Probetraining beim schottischen Premiership-Verein Dundee United und unterzeichnete im folgenden Monat einen Zweijahresvertrag mit dem Verein. Im Oktober 2020 wechselte er auf Leihbasis zum schottischen Drittligisten Forfar Athletic. Nach sechs Partien kehrte er im Januar 2021 zurück nach Dundee nachdem ab der dritten Liga abwärts die Spielzeit aufgrund der COVID-19-Pandemie abgebrochen wurde. Er debütierte für Dundee United am 10. April 2021 bei einem 1:0-Auswärtssieg in der Scottish Premiership gegen Hamilton Academical.

### Nationalmannschaft
Hoti wurde im März 2021 zu einem Trainingslager der albanischen U21-Nationalmannschaft berufen, konnte aber aufgrund von COVID-bedingten Reisebeschränkungen nicht anreisen. Zwei Monate später erhielt er von der kosovarischen U-21-Nationalmannschaft eine Berufung für ein Qualifikationsspiel zur Europameisterschaft 2023 gegen Andorra und debütierte nach seiner Nennung in der Startelf.